# 157 Dejanira
157 Dejanira eller 1978 TS1 är en asteroid upptäckt 1 december 1875 av den franske astronomen Alphonse Borrelly vid Marseille-observatoriet. Asteroiden har fått sitt namn efter Deianeira inom grekisk mytologi.